# هانز فيلهيلم مولر فولفارت
هانزويلهلم مولر ولفهرت (بالألمانية: Hans-Wilhelm Müller-Wohlfahrt)‏ (ولد في 12 أغسطس 1942 في ليرهاف، الآن جزء من فيتموند، شرق فريزيا) هو طبيب منتخب ألمانيا لكرة القدم  والطبيب السابق لنادي بايرن ميونخ. في الفترة ما بين 1 أبريل 1977 و 16 أبريل 2015. استقال من منصبه بعد أن أُلقى اللوم على الفريق الطبي بعد خسارة الفريق 3-1 أمام نادي بورتو في مباراة دوري أبطال أوروبا.
العديد من علاجات الطبيب الألماني مثيرة للجدل، بما في ذلك استخدام حقن مادة تسمى هيالارت، وهي مادة مستخرجة من الديك، الذي يدعى أنه يساعد على تزييت إصابات الركبة ويقوم بسلب الألم. وقد حقن أيضا العسل وأكتوفيجين في المرضى.
استخدم هانزويلهلم مولر ولفهرت المعالجة المثلية لعلاج اللاعبين وهو أيضا علاج مثير للجدل.

## اللاعبون الذين تم علاجهم
وقد تعامل الطبيب هانزويلهلم مولر ولفهرت مع العديد من لاعبي كرة القدم بما في ذلك يورغن كلينسمان، رونالدو وجوناثان وودغيت والرياضيين من النساء مثل باولا رادكليف  كيلي هولمز،, موريس غرين  ويوسين بولت.
وساعد في علاج مشاكل مايكل أوين في الوقت المناسب للعب في بطولة أمم أوروبا لكرة القدم عام 2000 وساعد أيضا نادي ليفربول، ومنتخب إنجلترا لكرة القدم، بمعالجة ستيفن جيرارد  وهاري كيول، دارين جوغ ‏   و أليكس تودور، وكريكيت إسيكس، وفي 6 أيار / مايو 2009، أعلن أنه كان يساعد أكبو سودجي على التعافي من مشكلة طويلة الأمد.
خوسي ماريا أولزابال، بطل الغولف الأمريكي عام 1994 كان يعاني من الآثار الشديدة لالتهاب المفاصل الروماتويدي عندما زار مولر- وولفهرت لكنه تمكن من الفوز في أوغستا (جورجيا) مرة أخرى في عام 1999.
الفائز في كأس العالم للرجبي ويل غرينوود  هو الآخر استفاد من علاج الطبيب بعد 8 أشهر مع مشكلة الفخذ.
حتى الرياضيين الدوليين في أستراليا سعوا للحصول على العلاج من مولر- وولفهرت، تم التعامل مع لاعبي كرة القدم مثل (بن ريد وماكس روك ومارك كوجلان) عن إصابات الأنسجة الرخوة المزمنة. وبالمثل تعامل أيضا مع راكبي الدراجات المحترفين بما فيهم ستيفن روش.
في عام 2010، كان يعالج بونو (مغني لفرقة U2) ويوسين بولت لإصابات شديدة في الظهر.
في عام 2012، أُعطيت له مهمة علاج هامر من ديلان غريمس من نادي نمورأفل ريتشموند في دوري كرة القدم الأسترالية.
في عام 2016 أعطى يوسين بولت ميداليته الذهبية في سباق 100 متر في دورة الألعاب الأولمبية الصيفية 2016 في ريو لمولر- وولفهرت، الذي كان في الملعب، بعد أن تلقى علاجات منه في رجلة.

## أعماله
- تحريك الرجلين، ISBN 978-3-423-34093-9
- لحماية صحتك، ISBN 3-932023-52-8
- للحصول على المزيد من الحيوية، ISBN 3-89883-037-3
- مونتاج مع هانز يورغن ISBN 3-9806973-1-2
- القطار الأفضل! ISBN 978-3-89883-170-3

## وصلات خارجية
- هانز فيلهيلم مولر فولفارت في فهرس مكتبة ألمانيا الوطنية